# Giulino
Giulino, également connue comme Giulino di Mezzegra, est une frazione de l'ancienne commune italienne de Mezzegra, dans la province de Côme en Lombardie, passée dans l'histoire parce qu'elle fut le lieu de l'exécution, le 28 avril 1945, de Benito Mussolini et de sa maîtresse Clara Petacci.

## Histoire
Le village était une municipalité autonome jusqu'en 1928, date à laquelle il a fusionné avec Mezzegra en devenant un quartier (frazione) de la nouvelle commune. Depuis le 21 janvier 2014, Giulino et Mezzegra sont incluses dans la commune de Tremezzina créée après la fusion de quatre anciennes communes : Mezzegra, Ossuccio, Lenno et Tremezzo.
Le 27 avril 1945, Benito Mussolini est capturé par des partisans alors qu'il tentait de s'enfuir déguisé en soldat allemand. Le 28 avril matin, son exécution est ordonnée. Dans la soirée, les dépouilles de Benito Mussolini, de Clara Petacci et de seize autres fascistes exécutés sont transportés jusqu'à Milan. 
En souvenir de cet événement, une croix noire artisanale a été placée sur le mur où a eu lieu l'exécution. Quelque temps plus tard, à la demande des ex-combattants de Salò, un reliquaire en fer forgé contenant la photo du Duce et de Clara Petacci a été ajouté.